# Loeselia caerulea
Loeselia caerulea là một loài thực vật có hoa trong họ Polemoniaceae. Loài này được (Cav.) G. Don mô tả khoa học đầu tiên năm 1838.